# Espinareda de Vega
Espinareda de Vega es una localidad del municipio leonés de Vega de Espinareda, en la Comunidad Autónoma de Castilla y León. 

## Localidades limítrofes
Confina con las siguientes localidades:
- Al norte con Vega de Espinareda y El Espino.
- Al sureste con Ocero.
- Al sur con Sancedo.
- Al oeste con Valle de Finolledo.

## Demografía
Evolución de la población
| Gráfica de evolución demográfica de Espinareda de Vega entre 2000 y 2017 |
|                                                                          |
| Población de derecho (2000-2017) según el padrón municipal del INE       |

## Historia
Así se describe a Espinareda de Vega en el tomo VII del Diccionario geográfico-estadístico-histórico de España y sus posesiones de Ultramar, obra impulsada por Pascual Madoz a mediados del siglo XIX:

Lugar en la provincia de León (18 leguas), partido judicial de Villafranca del Bierzo (3), diócesis de Astorga (11), audiencia territorial y capitanía general de Valladolid (34), ayuntamiento de Vega de Espinareda. Situado en la planicie de una cuesta por cuyo pie corre el río Cúa; le combaten los vientos del NE y O; su clima es frío, y sus enfermedades más comunes, pulmonías y dolores de costado. Tiene 40 casas distribuidas en 3 calles irregulares e incómodas; iglesia común a Vega de Espinareda en el ex monasterio de Benedictinos que se halla en su término, dedicada a San Andrés; una ermita (Nuestra Señora de la Asunción, vulgarmente del Espino), y varias fuentes de poco caudal pero de buenas aguas para el consumo del vecindario. Confina N y E Vega de Espinareda; S Ocero, y O San Vicente, a ¼ de legua los 3 primeros y ½ el último; en el término se encuentra una cantera de baldosa azul de granito algo basto, y poco tersa su superficie, de la que se extraen piezas de la dimensión y espesor que se quiere; los naturales las utilizan para cerrar sus posesiones, embaldosar sus habitaciones y lagares, y para otros muchos usos; la falta de un buen camino impide su exportación para los demás pueblos del Vierzo. El terreno es estéril y de poca producción. Hay un monte llamado el Carballal cubierto de roble, encina y mata baja; y varios prados naturales. Los caminos dirigen a los pueblos limítrofes; en uno de ellos y sitio llamado Campo del Espino se encuentra una venta; recibe la correspondencia de Villafranca los miércoles y domingos, y sale en los mismos días. Producciones: trigo, centeno, cebada, castañas, patatas y algunas verduras; cría ganado vacuno, cabrío y lanar, caza de perdices. Industria: un molino harinero y un telar de lienzos del país. Población: 42 vecinos, 142 almas. Contribución: con el ayuntamiento.
Diccionario geográfico-estadístico-histórico de España y sus posesiones de Ultramar